# Barbu Bălcescu
Barbu Bălcescu (n. 1821 sau 1825 – d. 12 ianuarie 1884) a fost un avocat și revoluționar român, fratele mai mic al lui Nicolae Bălcescu.

## Biografie
Alături de fratele său, a condus Garda Națională înființată la Buzău, în timpul Revoluției din 1848. Pe 8 septembrie 1848 a participat la arderea în public a Regulamentului Organic. A deținut diverse funcții, cum ar fi cea de avocat în Craiova și de inspector școlar în Județul Dolj. Olga, una dintre cele trei fiice ale sale, s-a căsătorit cu generalul Petre Gigurtu și a fost mama omului de afaceri Ion Gigurtu.